# Fritz Reinhardt (secrétaire d'État)
Pour les articles homonymes, voir Fritz Reinhardt et Reinhardt.
Fritz Reinhardt (né le 3 avril 1895 à Ilmenau, mort le 17 juin 1969 à Ratisbonne) est secrétaire d'État au Ministère du Reich aux Finances dans le régime nazi.

## Biographie
Au début de la Première Guerre mondiale, il est à Riga et interné en tant qu'étranger ennemi en Sibérie. En 1919, il est directeur de l'école de commerce à Ilmenau puis fonde la première école à distance à Herrsching am Ammersee. Il travaille également pour le service des finances du Land de Thuringe.
En octobre 1926 (ou selon d'autres sources en 1924), il rejoint le parti nazi et se fait rapidement remarquer par ses talents d'orateur et sa connaissance de l'économie et de la fiscalité. Il dirige la section de Herrsching puis est gauleiter du district de Haute-Bavière. De 1928 à 1933, il dirige l'école des orateurs du NSDAP (de) et forme 6000 membres à la propagande nazie. En 1930, il est élu au Reichstag et convainc de la crédibilité du NSDAP en matière de fiscalité. En 1933, il devient responsable au sein de la SA et membre de la chancellerie du NSDAP.
Le 6 avril 1933, Hitler le nomme secrétaire d'État au Ministère du Reich aux Finances sous la direction de Lutz Schwerin von Krosigk, à la place d'Arthur Zarden, démis en raison de ses origines juives. Reinhardt prend les décisions en matière de fiscalité et fonde en 1937 le Zollgrenzschutz.
Reinhardt dirige le programme de lutte contre le chômage qui prend bientôt son nom (« Reinhardt-Programm »). En octobre 1934, il établit un régime fiscal selon l'idéologie nazie. Par la suite, il signe un certain nombre de règlements et de décisions contre les Juifs comme en 1942, la comptabilité de l'or pillé aux Juifs spoliés et assassinés. On ne sait pas si c'est lui qui a donné son nom à l'Aktion Reinhard.
Il est fait prisonnier des Alliés en 1945, jugé durant les procès de la dénazification le 17 juin 1949 et condamné à quatre ans de travaux. En appel, la peine est confirmée fin 1949, mais est réduite à trois ans. Elle est de nouveau confirmée fin 1950 et son internement ne comprend pas le temps entre sa capture et le procès. Durant les procès, il se donne le rôle d'un expert financier pour le Reich, minimisant son rôle envers les Juifs et appliquant les décisions des autres ministères. Par ailleurs, ses écrits sont mis à l'index par les forces d'occupation.
Après sa libération, Reinhardt travaille comme comptable et ne reprend pas de vie publique. Il vit à Bad Wörishofen et Riedenburg. Son fils Klaus (de), né en 1941, deviendra général de la Bundeswehr.

## Sources
- (de) Cet article est partiellement ou en totalité issu de l’article de Wikipédia en allemand intitulé « Fritz Reinhardt (Staatssekretär) » (voir la liste des auteurs).
- Robert Wistrich (en), Wer war wer im Dritten Reich : ein biographisches Lexicon : Anhänger, Mitläufer, Gegner aus Politik, Wirtschaft, Militär, Kunst und Wissenschaft, Francfort, Fischer, 1987 (ISBN 3-596-24373-4).
- (de) Klaus A. Lankheit, « Reinhardt, Fritz », dans Neue Deutsche Biographie (NDB), vol. 21, Berlin, Duncker & Humblot, 2003, p. 360–361 (original numérisé).
- (de) « Publications de et sur Fritz Reinhardt (secrétaire d'État) », dans le catalogue en ligne de la Bibliothèque nationale allemande (DNB).